# Nikolaus-Kopernikus-Gymnasium

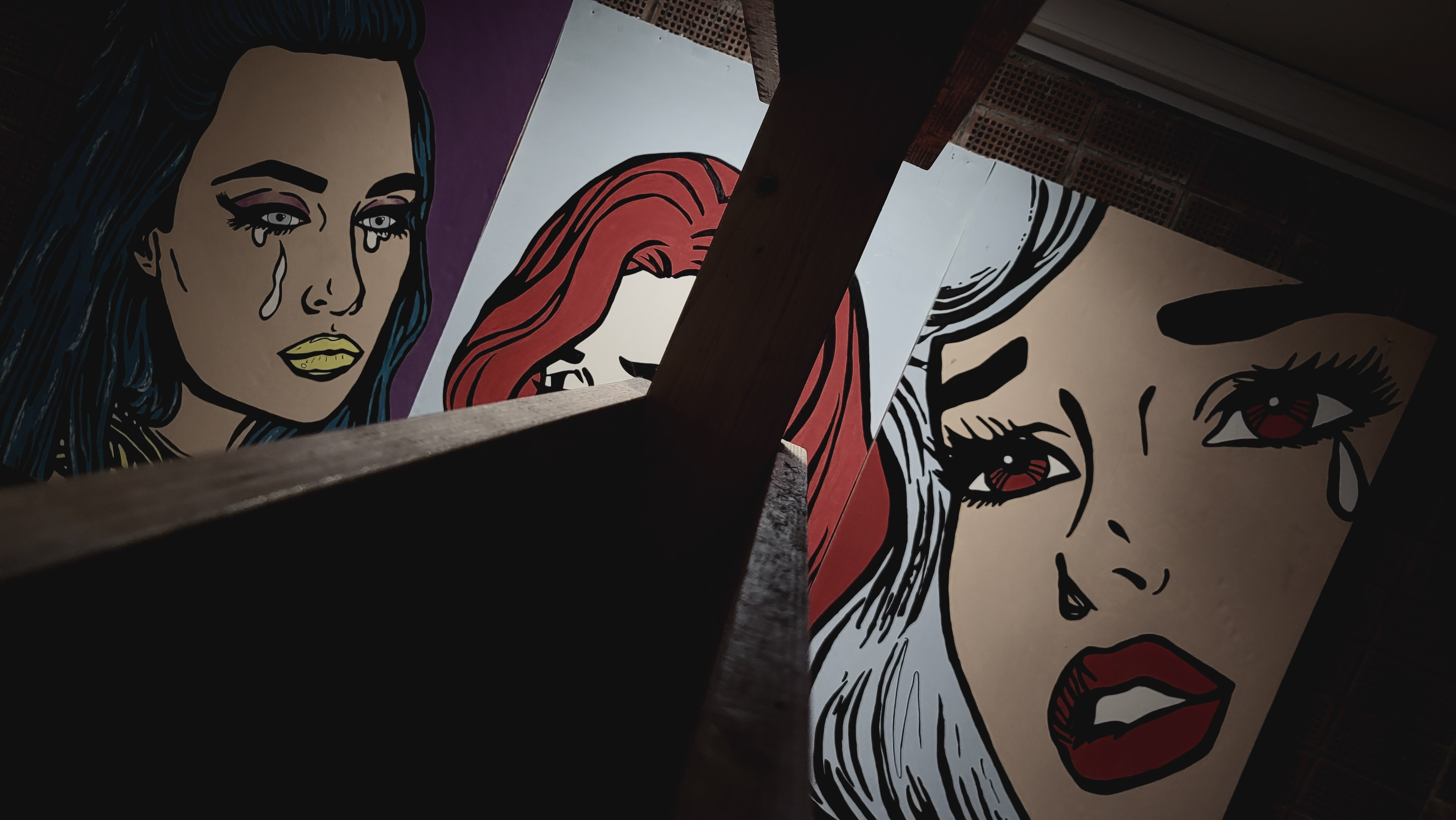
Kunst im Kellergang

Das Nikolaus-Kopernikus-Gymnasium (NKG) ist ein Gymnasium in Weißenhorn. Die Schule wurde nach dem Astronom, Physiker und Mathematiker Nikolaus Kopernikus benannt.

## Beschreibung
Das Nikolaus-Kopernikus-Gymnasium wurde 1966 als Nachfolger der Oberrealschule mit Einweihung eines neuen Schulgebäudes gegründet. Die Haupteinzugsgebiete sind Weißenhorn, Pfaffenhofen und Roggenburg. Die Schule bietet einen naturwissenschaftlich-technologischen Zweig sowie seit 2004 einen musischen Zweig an. Gefördert wird die Schule unter anderem auch vom Förderverein Freunde des Gymnasiums Weißenhorn e.V.

## Projektarbeit
2015 wurde der Schule der Titel Umweltschule in Europa / Internationale Agenda 21-Schule verliehen.

## Schulleiter
- 1966–1968 Johann Frank
- 1968–1989 Eberhard Schmid
- 1990–1993 Jürgen Hackenberg
- 1993–2007 Hans Rüdiger Götz
- 2007–2018 Klaus Schneikart[3]
- 2018–2023 Gerhard Lantenhammer
- seit 2023 Gerald Lahmer

## Bekannte ehemalige Schülerinnen und Schüler
- Ekin Deligöz (* 1971), Politikerin, MdB
- Mathias Dieth (* 1964), Rechtsanwalt und Heavy-Metal-Gitarrist
- Johannes Ebert (* 1963), Orientalist und Generalsekretär des Goethe-Instituts
- Jochen Teuffel (* 1964), Theologe
- Christoph Schwennicke (* 1966), Journalist